# Ramstalund
Ramstalund is een plaats in de gemeente Uppsala in het landschap Uppland en de provincie Uppsala län in Zweden. De plaats heeft 313 inwoners (2005) en een oppervlakte van 23 hectare. Het dorp heeft een kerkje en een basisschool.

## Verkeer en vervoer
Bij de plaats loopt de Riksväg 55.